# Tony Bizarro
Tony Bizarro, nascido Luiz Antônio Bizarro (São Paulo, 19 de abril de 1948 – São Paulo, 31 de janeiro de 2022) foi um cantor, compositor e produtor brasileiro de soul e funk. Iniciou a carreira em 1968 ao lado de Frankye Arduini com a dupla de rock "Tony & Frankye". Eles lançaram apenas um álbum, "Tony & Frankye", em 1971. Tony também participou de álbuns de diversos artistas da música brasileira como Tim Maia, Lincoln Olivetti, Robson Jorge, Almir Ricardi, entre outros.
Com a dissolução da dupla "Tony & Frankye", Bizarro produziu álbuns de vários artistas como Cassiano, Odair José, Diana, Sidney Magal, César Sampaio, todos pelo selo Polydor. Nesse selo ele também foi produtor dos projetos "Cem Anos de Samba" e "Cem Anos de Carnaval".
Tony morreu em 2022, aos 73 anos, acometido pelas complicações do Mal de Alzheimer.

## Discografia

### Álbuns
- Tony & Frankye (LP, 1971)
- Nesse Inverno (LP, 1977)
- Alma Negra (LP, 1988)
- Estou Livre (LP, 2008)

### Compactos 7”
- Adeus, amigo vagabundo – Tributo a Brian Jones (Tony / Frankye / Adriano) – 1970
- O Carona (Tony / Frankye) – 1972
- Que se faz da vida (Tulla / Yara) / Não Vale a Pena (Robson Jorge / Adolfo da Modinha / Rosa Maria) – 1976
- Apenas Uma Vez – 1976
- Quando você voltar (Cassiano / Paulinho Motoca / Betinho) / Súplica Cearense (Gordurinha / Nelinho) – 1979
- Estou Livre (Lincoln Olivetti / Robson Jorge / Tony Bizarro) / Viu Menina (Franckye / Tony Bizarro) – 1983
- Tempo de Sonhar / Ganhei Você – 1985